# Villa Scherbaum
Die Villa Scherbaum (slowenisch Vila Scherbaum) ist eine Ende des 19. Jahrhunderts im Stil des Historismus erbaute Stadtvilla im Bezirk Center der slowenischen Stadtgemeinde Maribor. Das Gebäude beherbergt heute das Museum der Nationalen Befreiung Maribor. Es liegt in der Ulica heroja Tomšiča.

## Geschichte
Der Mariborer Geschäftsmann Gustav Scherbaum ließ das Gebäude im Neorenaissancestil zwischen 1894 und 1896 errichten. Er und sein Bruder Karl waren Inhaber von Marburgs erster Dampfmühle, 1872 vom Vater Carl gegründet. Das Unternehmen war so erfolgreich, dass Gustav Scherbaum sich an der damaligen Ferdinandstraße, die vom Stadtzentrum zum Stadtpark führte, eine luxuriöse Villa bauen konnte. Das Anwesen wurde im Wesentlichen nach Plänen des Grazer Architekten Leopold Theyer erbaut.
Gustav Scherbaum bewohnte seine Villa bis zu seinem Tod im Jahr 1910. Während des Ersten Weltkriegs war die Villa Scherbaum vom österreichisch-ungarischen Generalstab der Südwestfront besetzt, nach dem Krieg war sie Sitz der Regierung von Maribor. Nach 1930 wurde das Gebäude von der Forstschule genutzt, nach dem Zweiten Weltkrieg von der Volksschutzbehörde OZNA (Oddelek za zaščito naroda) genutzt, danach von den politischen Organisationen der Stadt.
Seit 1958 beherbergt die Villa das Museum der nationalen Befreiung.

## Beschreibung
Die Villa ist fast vollständig im Neorenaissance-Stil erbaut. Über dem hohen Erdgeschoss befindet sich das erste Stockwerk, das mit Renaissancepilasterpaaren und Fenstern mit Ädikulä geschmückt ist. Eine Konsole umgibt das Gebäude direkt unter dem Dach. An der Nordfassade befindet sich ein Erker, der vom Boden bis zum Gesims reicht. Auf der östlichen, repräsentativsten Seite ist das Gebäude mit einem von Säulen getragenen Renaissance-Balkon geschmückt.
Der Eingangsvorraum im palladianischen Stil, in dem ein Tonnengewölbe mit Stützsäulen ein Serlianenpaar bildet, mündet auf der rechten Seite in eine dreiläufige Prunktreppe. Letzteres führt in die erste Etage. Die Räume auf allen Etagen sind entlang eines langen Flurs angeordnet. Die ursprüngliche Ausstattung der Villa ging verloren, im Erdgeschoss sind jedoch die alten Intarsienparkette und Holzbrüstungsverkleidungen erhalten.

## Heutige Nutzung
Das renovierte Anwesen beherbergt heute das Museum der Nationalen Befreiung Maribor.